# 배따라기 (음악 그룹)
배따라기는 1981년부터 활동한 대한민국의 1인조 음악 프로젝트 그룹이다.

## 개요
배따라기는 이혜민이 솔로로 이끄는 1인 원맨 밴드다. 1981년에 이혜민이 가요제를 통해서 만들었다.1982년 배따라기 1집 " 은지" 비와 찻잔 사이" 이혜민 ""양현정" 참여로 발표했다.
1984년 배따라기 2집 "내 마음은 외로운 풍차 ""그대 작은 화분에 비가 내리네" 그댄봄비를 무척 좋아 하나요" 발표했다.
1985년 "아세아에서 배따라기 3집 "당신에 창가에 "유리벽 찻집 " 4집 " 안개속에 "크레파스 그린 얼굴 " 5집 "배따라기 토크 송 "
1987년 배따라기 조이 기획에서 "배따라기 7집 " 희에게 " 작은 수선화 "신곡 과 배따라기 연주곡 토크 송 앨범 6집 " 그리운 이름에게 " 박찬우 멤버와 출반 1990 년 지구 레코드에서  이혜민의 1인 밴드 배따라기 베스트 앨범에 신곡 " 추억속의 해변 "믿어주오"를 출반 .
2007년 도레미 레코드에서 " 배따라기 "약속 " 베스트 앨범에 "내 사랑 이해해요" "벚꽃 날리면 "출반 
2021년 " 아울러스 미디어에서 "뷰티플 제주" 잠자리" "버스 스탑" 정규 9집 앨범 출반 .
2022년 01~ "아빠와 크레파스" 탄생 40주년 기념 어린이 감성동요 발표 진행

## 음반 목록

### 정규 음반
- 1집 《배따라기 1》 (1982년 은지/ 비와 찻잔 사이
- 2집 《배따라기 2》 (1984년) 그대 작은 화분에 비가 내리네.내 마음은 외로운 풍차"
- 3집 《배따라기 3》 (1985년) 당신의 창가에. 유리벽 찻집.
- 4집  배따라기  4   배따라기 토크 송
- 5집 《'87 배따라기》 (1987년) 안개속에. 크레파스로 그림 얼굴 .
- 6집  배따라기 카페 "그리운 이름에게 "연주곡 토크 송
- 7집  배따라기 7》 (1988년) " 희에게 " 작은 수선화" "그때의 이야기처럼"
- 8집  배따라기 베스트  " 추억속의 해변 " 믿어 주오"

"      배따라기 " 약속 "   "내 사랑 이해해요" 벚꽃 날리면 "
- 9집  배따라기 정규 9집  2021년 " 뷰티플 제주" 잠자리"

### 기타 음반
- 《이혜민 작품집》 (1985년)
- 《배따라기 토크송》 (1986년)
- 《배따라기》 (1989년)
- 《배따라기 Best》 (1990년)

## 주요 노래
- 《은지》 (1982년)
- 《비와 찻잔 사이》 (1982년)
- 《촛불 켜는 밤엔》 (1982년)
- 《사랑을 느낄 때》 (1982년)
- 《내 마음은 외로운 풍차예요》 (1984년)
- 《그댄 봄비를 무척 좋아하나요》 (1984년)
- 《창밖의 낙엽은 그대론데》 (1984년)
- 《그대 작은 화분에 비가 내리네》 (1984년)
- 《회상》 (1984년)
- 《편지》 (1984년)
- 《겨울 하늘 호수가》 (1984년)
- 《오늘은 그만 안녕》 (1984년)
- 《수선화》 (1985년)
- 《희미한 불빛 아래 서 있는 두 그림자》 (1985년)
- 《아빠와 크레파스》 (1985년)
- 《당신의 창가에》 (1985년)
- 《그해 겨울 이야기》 (1986년)
- 《그애랑 나랑은》 (1986년)
- 《안개 속에》 (1987년)
- 《크레파스 사랑》 (1987년)
- 《희에게》 (1988년)
- 《작은 수선화》 (1988년)
- 《그때의 이야기처럼》 (1988년)